# تاهیتوتفالو
تاهیتوتفالو (به مجاری:  Tahitótfalu) یک شهرداری در مجارستان است که در ناحیه سنت‌اندره واقع شده‌است. تاهیتوتفالو ۳۹٫۱۷ کیلومتر مربع مساحت و ۵٬۳۱۷ نفر جمعیت دارد.